# FC Slovan Galánta
A FC Slovan Galánta (szlovákul: FC Slovan Galanta) egy félprofi labdarúgócsapat amely a Nyugat Szlovákiai Labdarúgó Szövetség által szervezett Nyugati Régió Bajnokságában szerepel a 2011/12-es szezonban. A klub székhelye Galántán, Szlovákiában található.

## Története
A klub története 1945-re nyúlik vissza, amikor is megalakult az ŠK Galanta'. A labdarúgó szakosztály 1990-ben vált ki a sportegyesületből azóta önállóan működik.

### Galántai Sport Club
Az FK Slovan Galánta magát a Galántai Sport Clubtól származtatja, azonban nincs folytonosság a két klub között.

#### Galántai labdarúgó klubok
- 1911 – GSK Galántai Sport Klub
- 1919 – GFC Galántai Futball Club
- 1920 - GISE Galántai Ifjúsági Sport Egylet
- 1925 – GSE Galántai Sport Egylet

## A klub névváltoztatásai
- 1945 – ŠK Galanta
- 1948 – „ KOVO“ – učňovský dorast Spartak
- 1952 - Tatran podporovaný ZNZ „Úsvit“ Galanta, ŠK Galanta egyesült a Spartak Galanta csapatával
- 1955 – Spojené závody Galanta
- 1958 – TJ Slovan NV Galanta
- 1974 - Slovan OPP Galanta
- 1981 - TJ Slovan NV Galanta
- 1990 – FC Slovan Galanta[1]